# Pistolet Colt Defender
Colt Defender (oznaczenie fabryczne Model O7000D) – amerykański pistolet samopowtarzalny. Jest to przeznaczona do skrytego przenoszenia i samoobrony wersja pistoletu Colt M1911.
Pistolet zbudowano szkielet pistoletu Colt Commander z lufą długości 76 mm i odpowiednio skróconym zamkiem. Pistolet początkowo oferowany w kalibrach .40 S&W i .45 ACP, obecnie dostępna jest tylko wersja kalibru .45.

## Opis
Colt Defender jest bronią samopowtarzalną. Zasada działania oparta na krótkim odrzucie lufy, zamek ryglowany przez przekoszenie lufy. Połączenie lufy z zamkiem w położeniu zaryglowanym zapewniają dwa występy ryglowe wchodzące w wyżłobienia w zamku. Odryglowanie zapewnia ruchomy łącznik.
Mechanizm spustowy bez samonapinania z kurkowym  mechanizmem uderzeniowym (kurek i spust szkieletowy). Skrzydełko bezpiecznika znajduje się na szkielecie po lewej stronie. Pistolet wyposażony jest w automatyczny bezpiecznik chwytowy.
Colt Defender jest zasilany z wymiennego, jednorzędowego magazynka pudełkowego o pojemności 7 naboi, umieszczonego w chwycie. Zatrzask magazynka po lewej stronie chwytu pistoletowego. Chwyt otoczony jest z przodu i boków jednoczęściową okładziną z gumy posiadającą wklęśnięcia pod palce.
Lufa gwintowana.
Przyrządy celownicze stałe (muszka i szczerbinka), wyposażone w luminescencyjne kropki ułatwiające strzelanie w nocy. Pistolet wykonany jest ze stopu lekkiego (szkielet) i stali nierdzewnej (zamek).